# Tébessa
Tébessa ou Tbessa (en arabe : تبسة ; en tamazight : ⵜⵉⴱⵙⵜ, Tibest ou Tebest) est une commune d'Algérie, chef-lieu d'une wilaya, située dans  l'Est du pays, entre le massif de l'Aurès et la frontière algéro-tunisienne.
La ville remonte à l'époque antique, où elle portait le nom de Thevest francisé en Théveste. Elle dispose d'un patrimoine historique et archéologique antique important notamment dans sa médina toujours ceinte d'une muraille byzantine.

## Toponymie
Tébessa est la forme arabisée de Théveste. Pellegrin rattache le toponyme Tébessa au mot chamito-sémitique signifiant « oasis ». II y rattache aussi un autre toponyme berbère, Touat, ainsi qu'Oea, nom antique de Tripoli et l'oasis de Siwa.
Le nom antique de la ville est Hecatompyle en grec et Theveste en latin.

## Géographie

### Localisation
Tébessa est à 16 km à vol d'oiseau, mais à 45 km par la route nationale 10, de la frontière algéro-tunisienne. Elle est située à 130 km au sud de Souk Ahras par la route nationale 16, à 233 km d'Annaba, à 200 km de Constantine et à 634 km au  sud-est d'Alger. 
Elle se situe à l'extrême Est de l'Algérie et occupe un emplacement remarquable entre le tell et le Sud des hauts plateaux jusqu’aux régions présahariennes.
| Hammamet     | Boulhaf Dir   | El Kouif      |
| Bir Mokkadem | Tébessa       | Bekkaria      |
| Ogla Melha   | El Ma Labiodh | El Ma Labiodh |

### Relief
Entourée par les monts de Tébessa, Tébessa se trouve au nord du djebel Doukane et domine le bassin de l'oued Mellègue. La ville est bâtie sur un site de contact montagne - plaine, elle s'étend sur le versant rocheux et dans la plaine.

### Composition territoriale de la commune
Lors du découpage administratif de 1984, la commune de Tébessa est composée à partir des localités suivantes :
- Centre de Tébessa ;
- Ain El Mizab ;
- Bir Salem ;
- Garaat Es Soltane ;
- Oued Seguy ;
- Henchir Rouidjel ;
- Diar Chouhada ;
- El Harig ;
- Tabet Lahouach ;
- Djebel Doukane.

### Climat

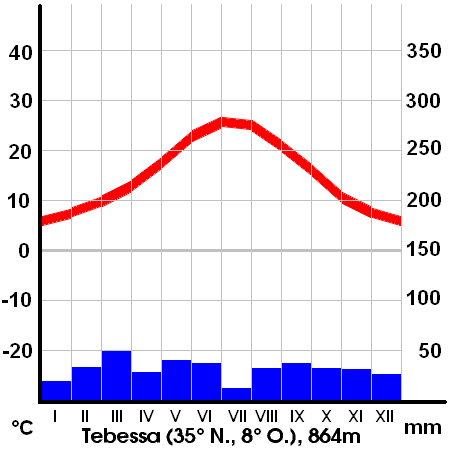
Climat à Tébessa.

Le climat à Tébessa, est semi-aride froid, la classification de Köppen est de type BSk. La température moyenne est de 14,7 °C et la moyenne des précipitations annuelles est d'environ 400 mm.
| Mois                              | jan. | fév. | mars | avril | mai  | juin | jui. | août | sep. | oct. | nov. | déc. | année |
| --------------------------------- | ---- | ---- | ---- | ----- | ---- | ---- | ---- | ---- | ---- | ---- | ---- | ---- | ----- |
| Température minimale moyenne (°C) | 1,1  | 1,9  | 3,4  | 5,9   | 10   | 14,2 | 16,5 | 16,4 | 13,7 | 9,5  | 4,8  | 2    |       |
| Température moyenne (°C)          | 6,4  | 7,7  | 9,5  | 12,6  | 17,4 | 22,5 | 25,4 | 24,9 | 21,2 | 16,1 | 10,7 | 7,5  | 14,7  |
| Température maximale moyenne (°C) | 11,7 | 13,5 | 15,7 | 19,2  | 24,6 | 30,7 | 34,2 | 33,3 | 28,6 | 22,6 | 16,5 | 12,9 |       |
| Précipitations (mm)               | 42   | 31   | 43   | 47    | 44   | 24   | 11   | 20   | 39   | 33   | 35   | 35   | 404   |

| Diagramme climatique                                  |           |           |           |          |            |            |            |            |           |           |         |
| J                                                     | F         | M         | A         | M        | J          | J          | A          | S          | O         | N         | D       |
| 11,71,142                                             | 13,51,931 | 15,73,443 | 19,25,947 | 24,61044 | 30,714,224 | 34,216,511 | 33,316,420 | 28,613,739 | 22,69,533 | 16,54,835 | 12,9235 |
| Moyennes : • Temp. maxi et mini °C • Précipitation mm |           |           |           |          |            |            |            |            |           |           |         |

### Transports
Tébessa dispose d'un aéroport, elle se situe au point de convergence de plusieurs routes nationales qui structurent la région : RN10, RN16, RN82 et RN83.
Elle est reliée par voie ferrée à Annaba, qui est prolongée depuis l'indépendance jusqu'à Djebel Onk.

## Histoire

### Période antique

Localisation de Théveste dans l'Afrique romaine

Le site est habité depuis longtemps, ainsi que l'attestent les objets de l'époque paléolithique et néolithique retrouvés lors des fouilles. Les Phéniciens y construisent une première cité, Hecatomphyle. Les Grecs de l'Antiquité appellent l'agglomération Theveste (Θεβέστη) ou ''Hekatompyle'' (Ἑκατομπύλη, ville ''aux cent portes'' par confusion avec Thèbes d’Égypte)[réf. nécessaire].
Vers 880-820 avant notre ère, les Carthaginois s'installent dans la région, distante de six jours de Carthage, mais la ville de Theveste reste une grande ville berbère et ne tombe que vers 247 av. J.-C., où elle sera prise et occupée par Hannon le Grand, général et stratège carthaginois. De 174 à 150 av. J.-C, Massinissa dirige le grand centre agricole de Théveste. Après la soumission de Jugurtha en 105, de 104 av. J.-C à ̘435, la région est sous domination romaine. Cette région constituait la limite méridionale du territoire d'une fraction des Musulames. 

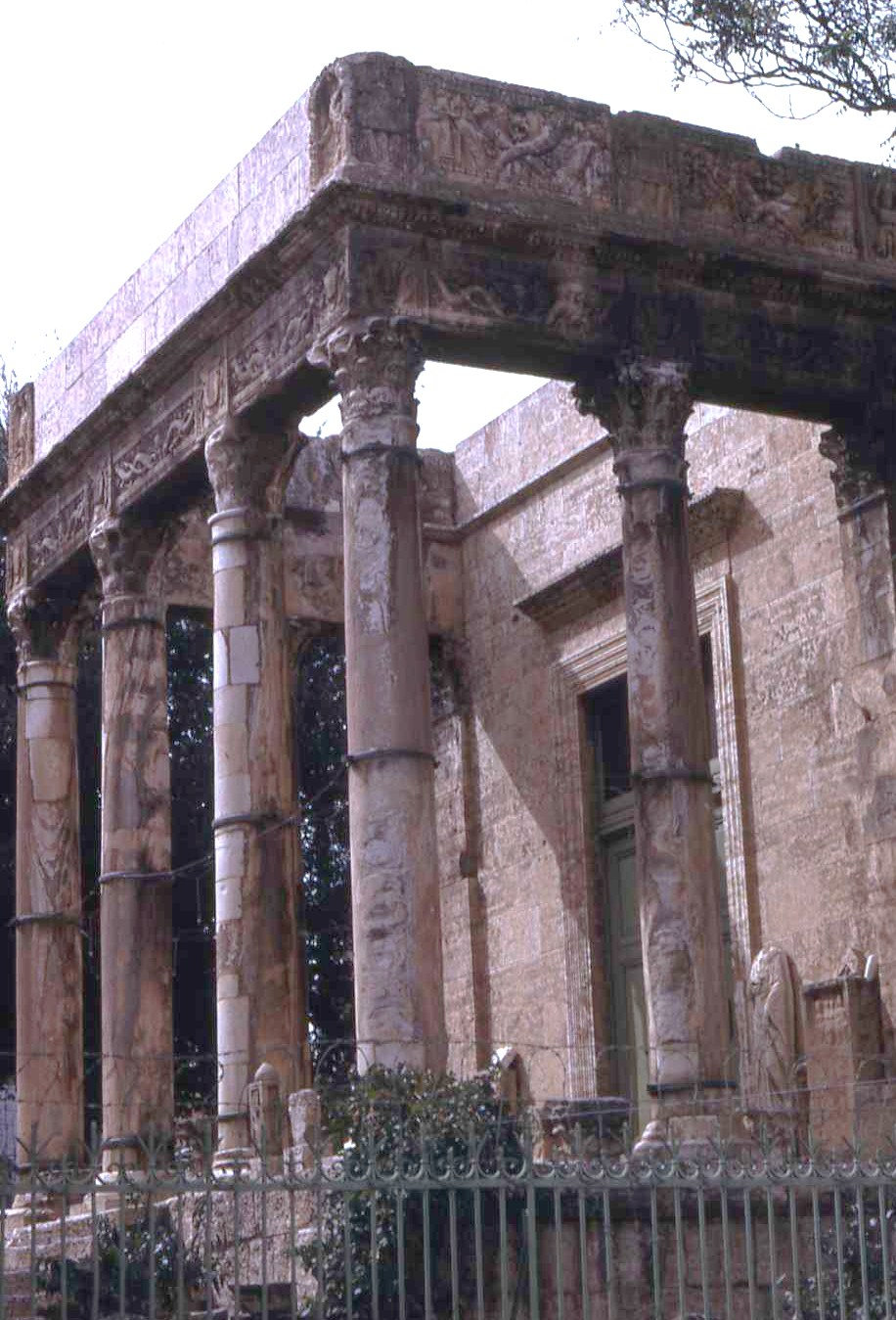
Temple de Minerve.

Dans l'Antiquité classique, la ville romaine de Theveste sert de lieu de garnison pour la IIIe légion Auguste en 75 av. J.-C. À l'époque de Trajan, la ville compte 30 000 habitants. Au IIe siècle, elle est colonie de Septime Sévère, et huit grandes routes y aboutissent. Elle devient alors le centre la romanisation de l’Algérie méridionale (Khenchela, Timgad, Lambèse).  Elle est alors à son apogée, la deuxième ville, après Carthage et compte sous Hadrien (117-138), 50 000 habitants. Septime Sévère (193-211) l’érige en colonie et accorde la citoyenneté romaine à tous ses habitants.
En 213, l'Arc de triomphe de Caracalla est construit, en l'honneur de Septime Sévère, père de l'Empereur Caracalla. Puis  la basilique chrétienne est construite, la ville devient le siège d'un évêché, ensuite le schisme donatiste se répand. 
Au Ve siècle, les Vandales s'en emparent et la pillent, mais sans la détruire. En 496, des tribus berbères envahissent la région, sous la conduite de Jaldas, la ville est pillée et ruinée[réf. nécessaire], puis reprise par le roi vandale Thrasamund. Son déclin commence à cette période.

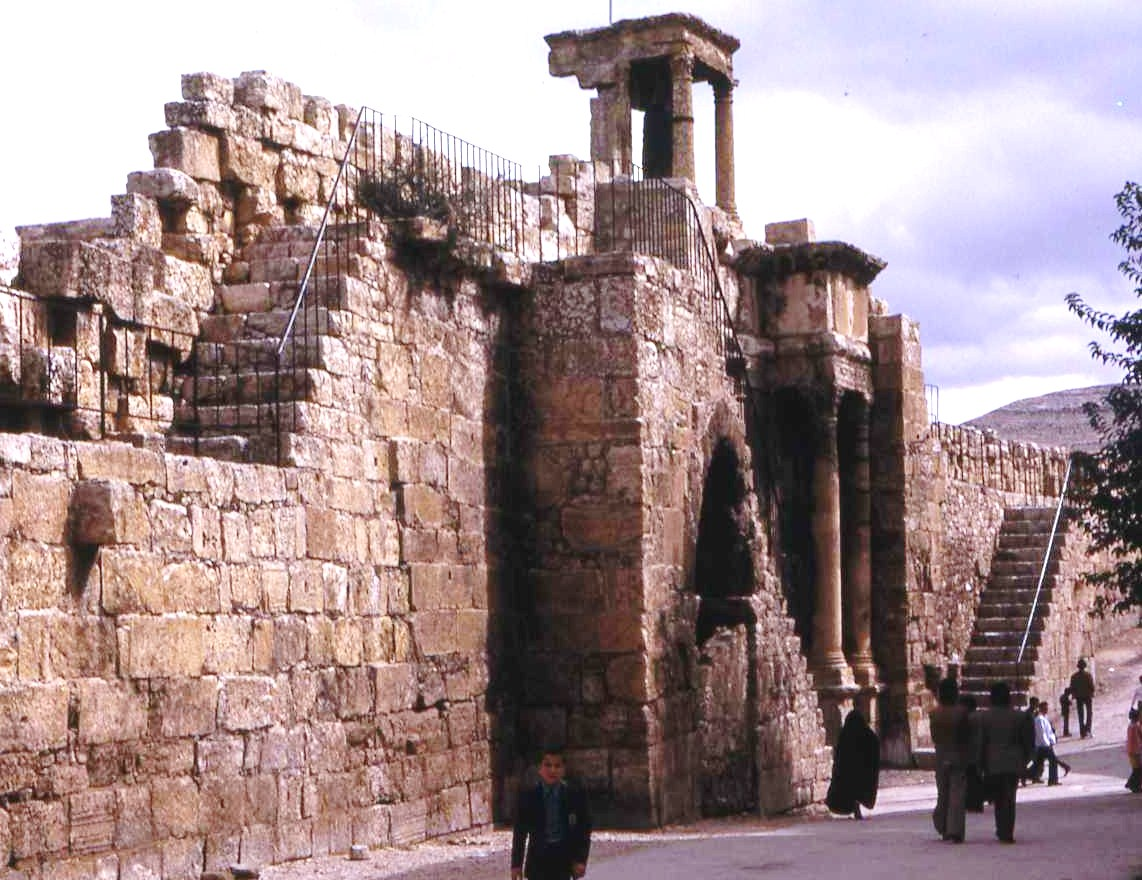
Ruines du mur byzantin de Tébessa, l'un des nombreux sites restaurés et fortifiés par Solomon.

En 530, le gouverneur byzantin Solomon reprend tout le pays. La région de Théveste devient une province byzantine. La ville est restaurée et les remparts byzantins sont construits en l'an 535. Car les Berbères de région s'étaient rebellés, conduits par le chef Antalas.

### Époque islamique
Théveste devient une ville islamique, à la suite de la conquête musulmane du Maghreb. Elle prend la forme arabisée de Tébessa et se maintient dans les limites de l'enceinte byzantine. Mais sa région semble être restée à l'écart des grands épisodes de la conquête arabe. En dehors de la mention, assez épisodique de Tébessa, comme madîna par les géographes arabes des IXe et XIIIe siècles. Sous le règne du Hafsides Abu Bakr, la ville était aux mains d’un cheikh local, Muḥammad b. ʿAbdūn.
Al-Bakri la qualifie d'awwaliyya (antique) ; la ville est construite en grands blocs de pierre, et présente toujours des vestiges apparents de son passé préislamique. L'auteur anonyme de l'Istibṣâr rapporte d'autres monuments antiques encore visibles, dont deux temples (hayâkil) et un bâtiment de spectacle (dâr al-mal‘ab, littéralement « maison du jeu »).
L'économie de la région de Tébessa durant la première époque islamique repose sur une production variée associant l'agriculture et une production de métaux. Al-Bakri évoque l'abondance de ses arbres fruitiers, surtout les noyers dont la réputation était notoire. L'olivier de l'époque romaine est remplacé par une agriculture jardinière basée sur l'irrigation.
Sur le plan humain, Ibn Khaldoun mentionne les Hanenchas qui sont en conflit avec le pouvoir central et les Houaras qui ont été complètement arabisés. À l'époque de Léon l'Africain, le processus de ruralisation et de « tribalisation » de la région apparaît comme pratiquement achevé. Et depuis le bas Moyen Âge et au début de l’époque moderne, le « maraboutisme » s'est diffusé. 
Plus tard, elle devient la place forte des Berbères Nemencha. Au XVIe siècle, les Turcs y installent une garnison de janissaires, mais les véritables maîtres de la région demeurent les Nemencha. L’élément mixte Kouloughlis devient rapidement, à côté des Berbères, des Arabes et d’une minorité noire, prépondérants. Tébessa se situe parmi les petites villes intérieures de l'Algérie précoloniale à l'instar de Msila et de Laghouat.
Au début du XIXe siècle, elle n’est depuis longtemps qu'une ville modeste, ses habitants sont surtout des commerçants et des artisans. Les campagnes environnantes sont le domaine exclusif des tribus. Tébessa est la seule localité ayant conservé une dimension urbaine dans tout l’extrême est algérien, prolongé par les steppes tunisiennes jusqu’à Kairouan. En 1837, la destruction du pouvoir du bey de Constantine, entraîne l'abandon de Tébessa par la nouba qui y maintenait une certaine présence étatique.

### Époque coloniale française

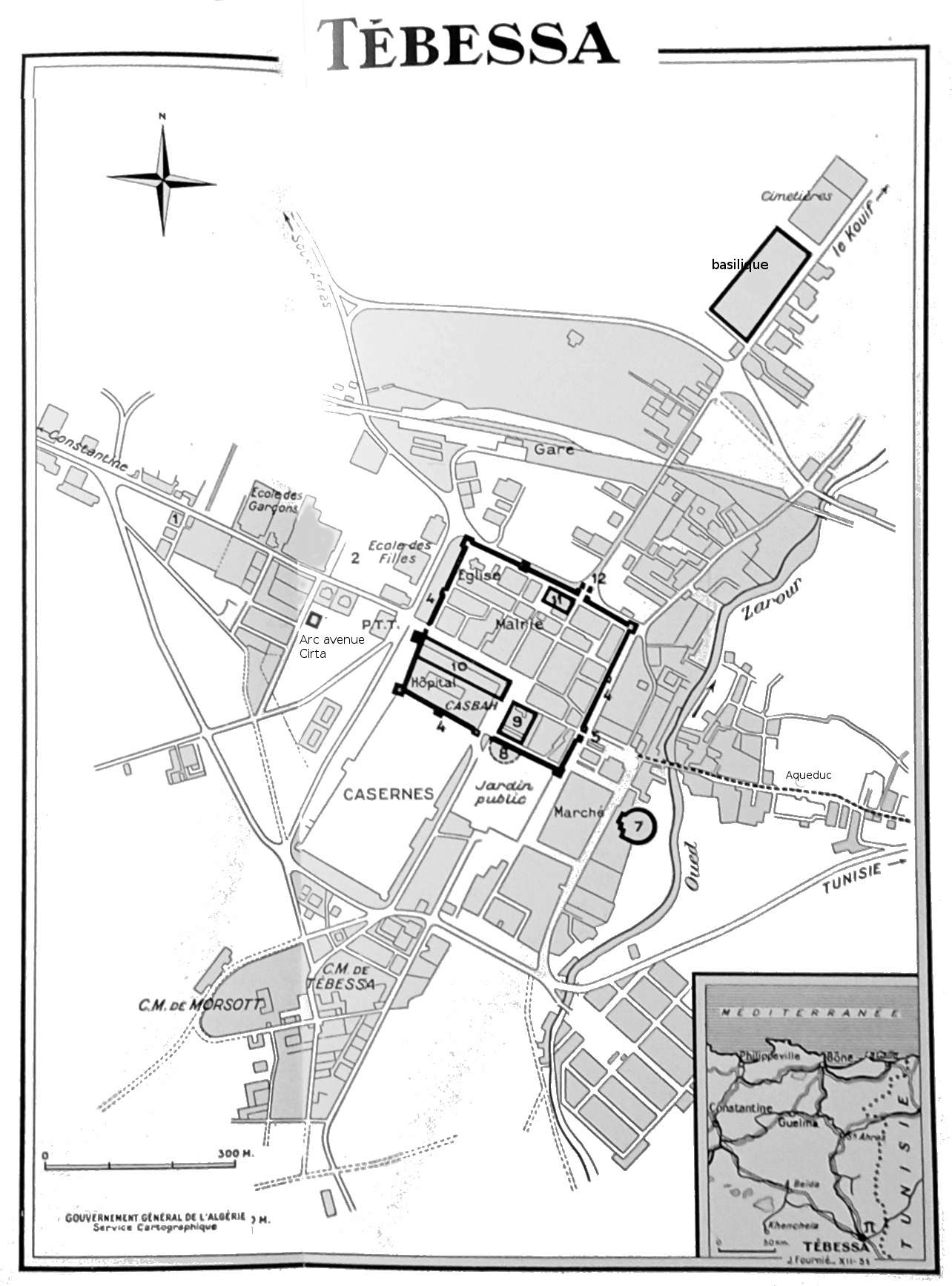
La ville en 1951 avec l'enceinte antique en gras.

Après la prise de Constantine en 1837 par la France, les Nemencha vont résister durablement à la conquête française. La ville n'est prise qu'en 1851. 
Face aux nombreuses razzias entre tribus et à la suite des demandes répétées des autorités locales, la France décide d'occuper la ville le 9 mars 1851, par les troupes du général Jacques Louis Randon. Une troupe de 40 Spahis sera laissée sur place, sous la responsabilité du commandant Allegro et de 2 sous-officiers. Cette troupe logera dans l'ancienne caserne des Janissaires du quartier de la Casbah.
A la faveur de l’insurrection de 1871, Muḥyi al-Dīn, le fils de l’Emir Abdelkader ibn Muhieddine, tente de s’emparer de la ville. Tébessa devient une importante base militaire.
La ville est érigée en commune de plein exercice par décret du 4 décembre 1880. La commune est rattachée au département de Bône en 1955.
Durant la Seconde Guerre mondiale, avec son terrain d'aviation, Tébessa était le lieu de ravitaillement important pour les Alliés lors de la Bataille de Kasserine.

### Guerre d'Algérie

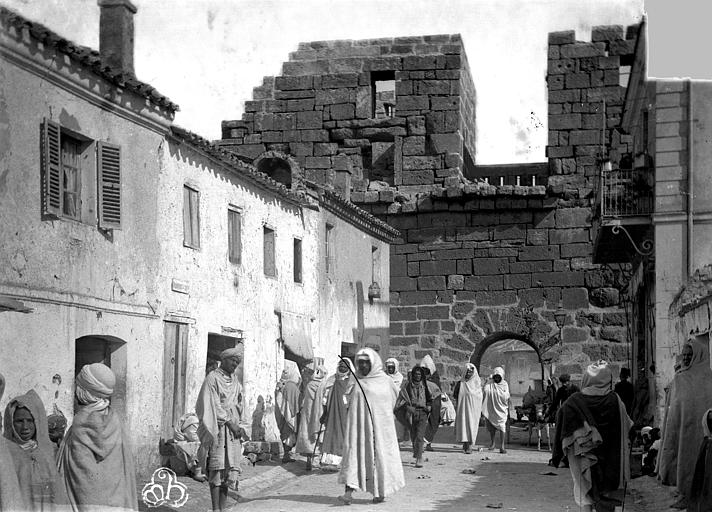
Tébessa à l'époque coloniale francaise.

Tébessa joua un rôle important durant la Guerre indépendance algérienne (bataille d'El-Djorf, de Arkoun ou de Djebel Anoual). En 1957, la Ligne Morice, barrage électrifié destiné à couper les combattants algériens de leurs bases en Tunisie, s’étendait sur deux cents kilomètres de Bône à Tébessa.
Le 4 mars 1956, après l'assassinat du sergent Walter de la Légion étrangère de l'armée coloniale à la place du marché de la ville, une expédition "punitive" sera organisée spontanément par des légionnaires, qui détruiront et brûleront le souk. Il s'ensuit une chasse à l'homme (ratonnade est le terme qui convient) dans les rues de la ville, qui fera des dizaines de victimes. Des meurtres seront commis au couteau, en réponse au mode choisi par le rebelle qui a commis l'assassinat du légionnaire. Les officiers avaient interdit aux soldats l'utilisation des armes à feu, mais avaient cautionné ces actes de vengeance. Après plusieurs articles de presse relatant l'événement, notamment de la part du journal communiste l'Humanité, le régiment de la Légion étrangère sera déplacé et le commandant Jean pierre sanctionné. C'est à partir de ces événements là qu'une méfiance s'est installée au sein des communautés musulmanes et européennes.
Le 11 décembre 1960, un soulèvement populaire contre l'administration coloniale a lieu. Jusqu'en 1961, la ville de Tébessa est la base du 57e régiment de transmissions, dont le chant de marche reste Ô Tébessa.

### Époque de l’Algérie indépendante
En juin 1962, quelques semaines avant l'indépendance de l’Algérie, la ville accueille l'entrée des troupes de l'ALN , (armée des frontières) stationnées en Tunisie.
En 1978, est inaugurée la ligne aérienne Alger – Tébessa.

## Administration
Lors du découpage administratif de 1974, Tébessa accède au statut de chef-lieu de wilaya. Cette dernière regroupe 28 communes réparties sur 12 daïras, dont la plus importante est la commune de Tébessa.

## Démographie
Selon le recensement général de la population et de l'habitat de 2008, la population de la commune de Tébessa est évaluée à 196 537 habitants contre 161 440 habitants en 1998, dont 194 461 habitants dans l'agglomération chef-lieu. Elle est la commune la plus peuplée de sa wilaya.
| 1977   | 1987    | 1998    | 2008    |
| ------ | ------- | ------- | ------- |
| 61 063 | 107 559 | 154 335 | 194 461 |

## Urbanisation

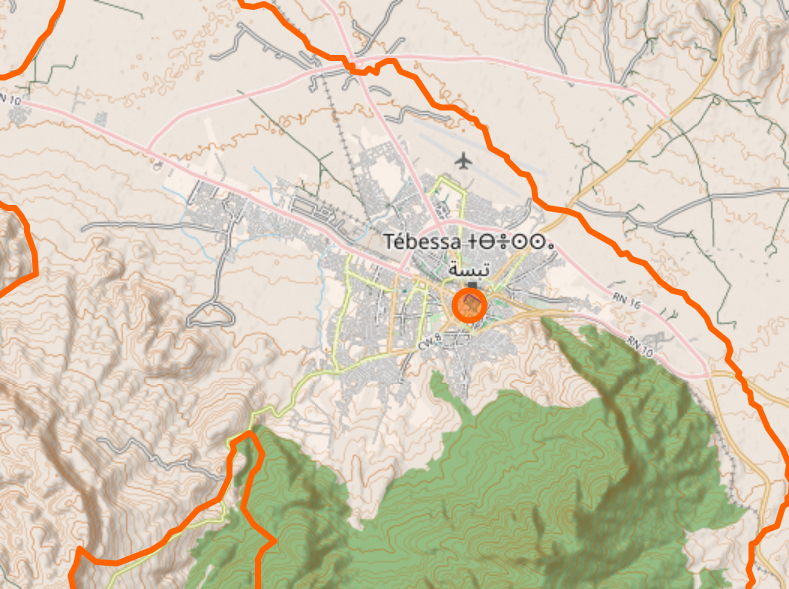
Plan de l'agglomération de Tébessa.

Le centre de Tébessa représente l'ancien tissu de la ville, son noyau urbain très dense est délimité par l'enceinte byzantine. Il est constitué de la médina précoloniale, protégée à l'intérieur de cette citadelle, et couvrant 9 ha et un centre-ville colonial actif.
C'est le pôle principal de l'animation commerciale et abrite les monuments historiques de la ville. L'accès se fait principalement par la porte de Constantine ainsi que trois autres petites portes. Les constructions sont à prédominance européenne dans la partie ouest et musulmane dans les parties est et nord. Les différents quartiers greffés à ce noyau, selon les deux axes d'extension, le premier du Nord au Sud et le deuxième de l'Est à l'Ouest. 
La ville s'est étendue sur le long de la route de Constantine, où se situent les anciens faubourgs. Un grand nombre de services publics y sont implantés ainsi que la ZHUN, une zone industrielle et l'université. La ville a connu un développement urbain très rapide et non maitrisé après l'indépendance. Elle continue à croître, en dépit des contraintes physiques et agricoles et ce, au détriment de la prise en charge de son tissu ancien.

## Économie

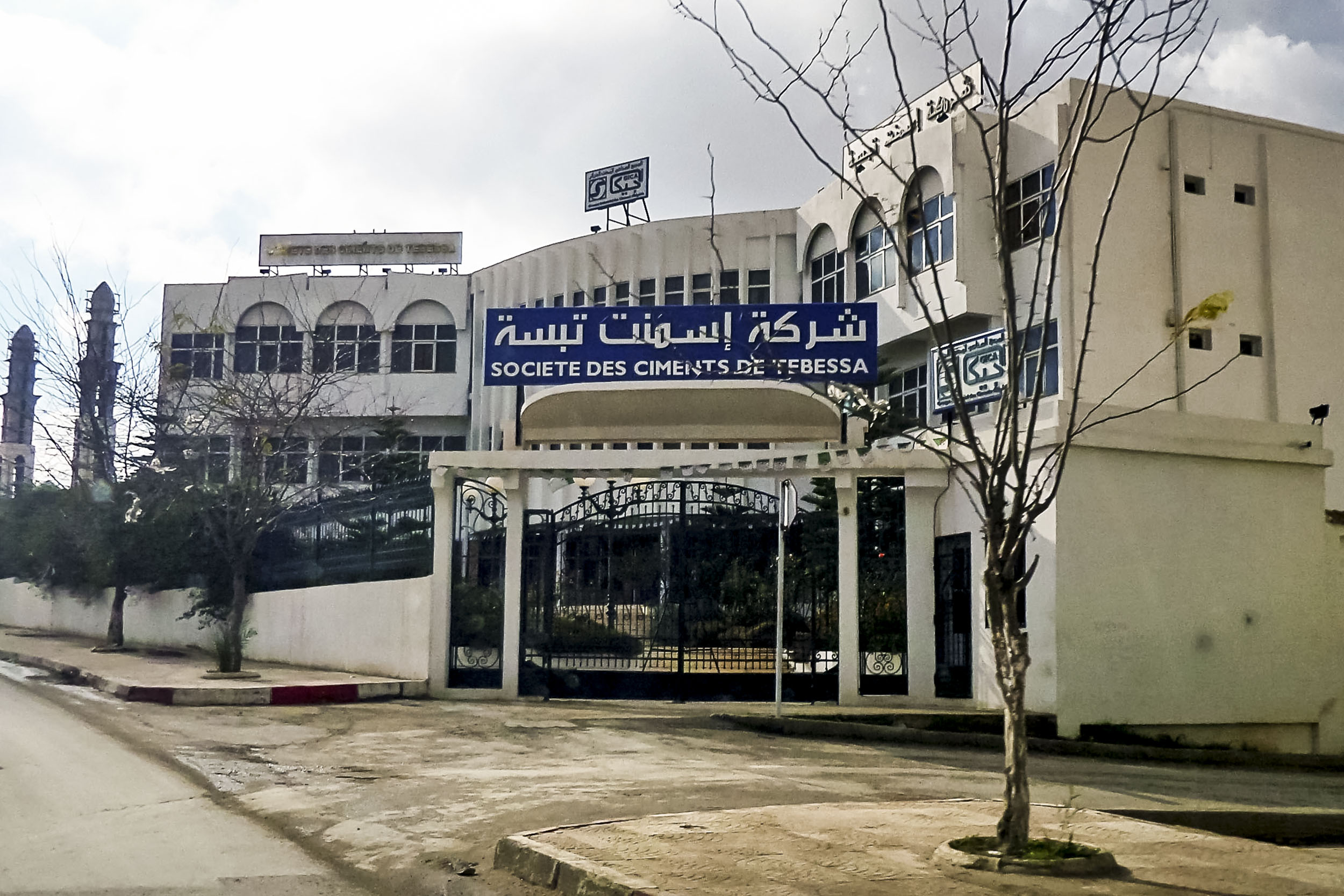
Société des ciments de Tébessa.

La base économique de Tébessa est relativement diversifiée, la ville constitue un relais important sur l'axe frontalier Annaba-El-Oued. Elle se caractérise par une forte tertiairisation, liée surtout aux activités de commerces et aux services, le secteur secondaire notamment le BTP occupe 20 % de la population active.
Foyer artisanal, la ville est aussi un important centre commercial, agricole et agropastoral ; et possède un grand nombre de ressources minières (phosphate) et forestières. La wilaya de Tébessa abrite les mines de phosphates, la mine de Djebel Onk. Elle possède également plusieurs unités industrielles. 
La ville commande tout le Sud-est de l'Est algérien, et est un relais important sur l'axe frontalier Annaba - El Oued.

## Vie contemporaine

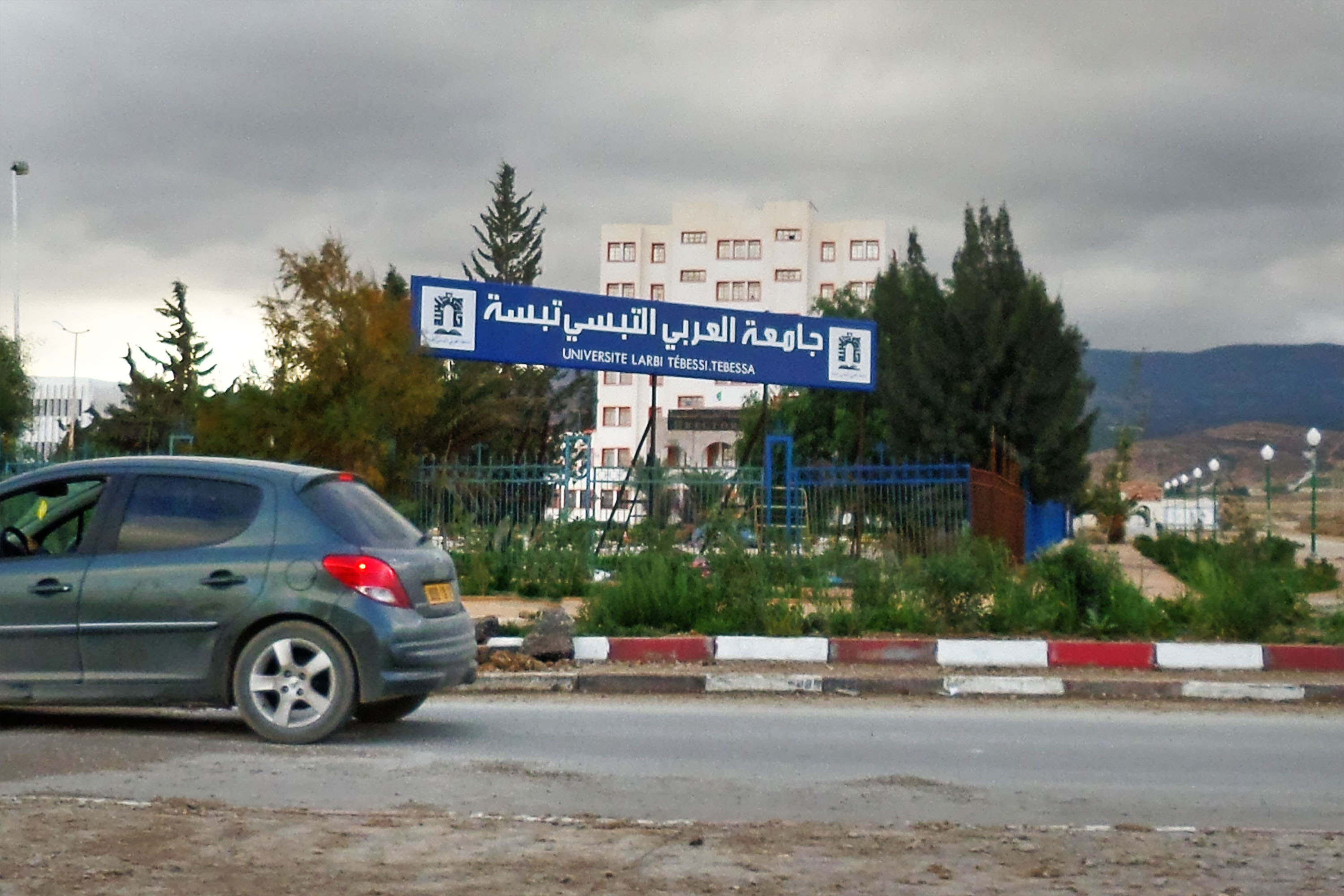
Université de Tébessa.

### Sports
Le club de football UST évolue dans le championnat de 2e (amateur) Division algérienne.

### Santé
La commune dispose d'un hôpital public (EPH  Dr Alia Slah) de 208 lits, constitué de 9 services.

### Enseignement supérieur
La ville de Tébessa abrite l'université Larbi Tébessi. Elle était à l'origine, un institut national d'enseignement supérieur des mines en 1985, qui deviendra le Centre universitaire de Tébessa en 1992 et se hissera au statut d'université à partir de 2009.

## Patrimoine

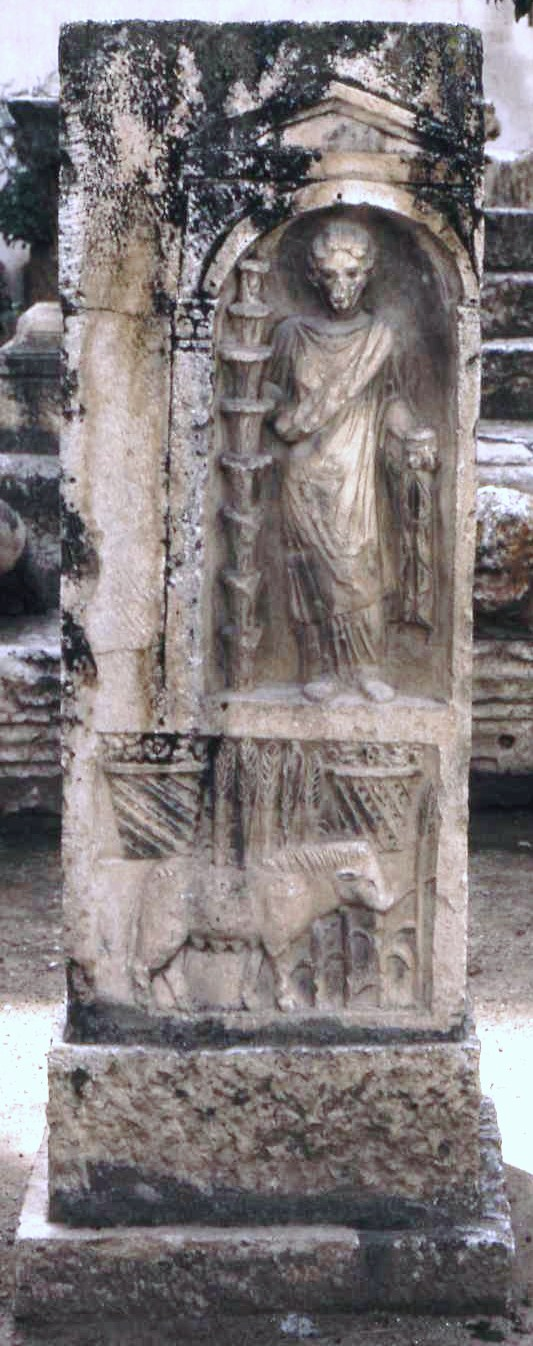
Ancienne colonne romaine.

Les vestiges romains sont aujourd’hui le principal attrait de la ville. L'ancienne enceinte byzantine ceinture la vieille ville. L'une de ses quatre portes est un arc de triomphe (la porte de Caracalla, 214 apr. J.-C.), à proximité duquel se trouve un temple de Minerve datant du début du IIIe siècle. Stéphane Gsell y découvrit en janvier 1922 une mosaïque . Hors de la citadelle, beaucoup d'autres vestiges anciens, insérés dans la ville. Car la cité antique était beaucoup plus vaste que le rempart byzantin. De nos jours, la majorité ont disparu, du fait de l'urbanisation.
L'ensemble basilical est très bien conservé. L’édifice, consacré à une sainte locale, sainte Crispine, date de la fin du IVe siècle,. En 1971, l'église, inaugurée en 1907, est transformée en musée exposant plusieurs pièces archéologiques remontant à plusieurs périodes, qui abrite en outre un musée en plein air des vestiges romains.
La muraille byzantine est construite par le général Solomon au VIe siècle. Elle est l'un des plus grands monuments archéologiques de Tébessa qui a pu conserver toutes ses caractéristiques architecturales et possède quatorze tours. Elle est classée patrimoine national en 1982.
Le forum est bâti durant la période romaine. Il a une place centrale, due à l'intersection des deux axes de l'organisation de la ville romaine : Cardo et Décumanus. Il est aujourd'hui un pôle principal de l'animation et du commerce. Le cimetière de l'école Dr Saadane est construit durant la période vandale (313-385), classé patrimoine national en 1985, il se situe à l'ouest de l'enceinte byzantine. Le cimetière comporte des mosaïques et des objets anciens ainsi que de nombreux tombeaux remontant à l'ère chrétienne. En outre, un amphithéâtre est situé à l'Est de la médina et date du IVe siècle.
La mosquée El Atiq est bâtie en 1842, elle est l'une des plus importantes constructions islamiques de la ville. Sa conception intérieure comporte des pierres romaines et des colonnes en marbre, tandis que son minaret est cylindrique, similaire aux mosquées ottomanes.
En 1918, on découvrit dans des grottes au sud de la ville, un manuscrit latin, de treize feuillets, probablement du IVe siècle, relatif au manichéisme. De nombreuses inscriptions ont été retrouvées lors d'une campagne de fouilles en 1967, notamment les épitaphes de soldats gaulois de la Legio III Augusta. L'ancienne huilerie romaine de Berzguène, au sud-est de Tebessa, est encore bien conservée, l'édifice était divisé en quatre vaisseaux.
Un ensemble de ruines situées à trois kilomètres au Sud-Ouest des remparts de la ville et appelées localement Tebessa Khalia. Elles furent explorées en 1954. Elles font l'objet d'entretien et de restauration par l'association des Amis de Tébessa avec le concours de la commune. Les Dolmens de Tébéssa et de Guestel ont été explorés en 1869 par Louis Faidherbe.

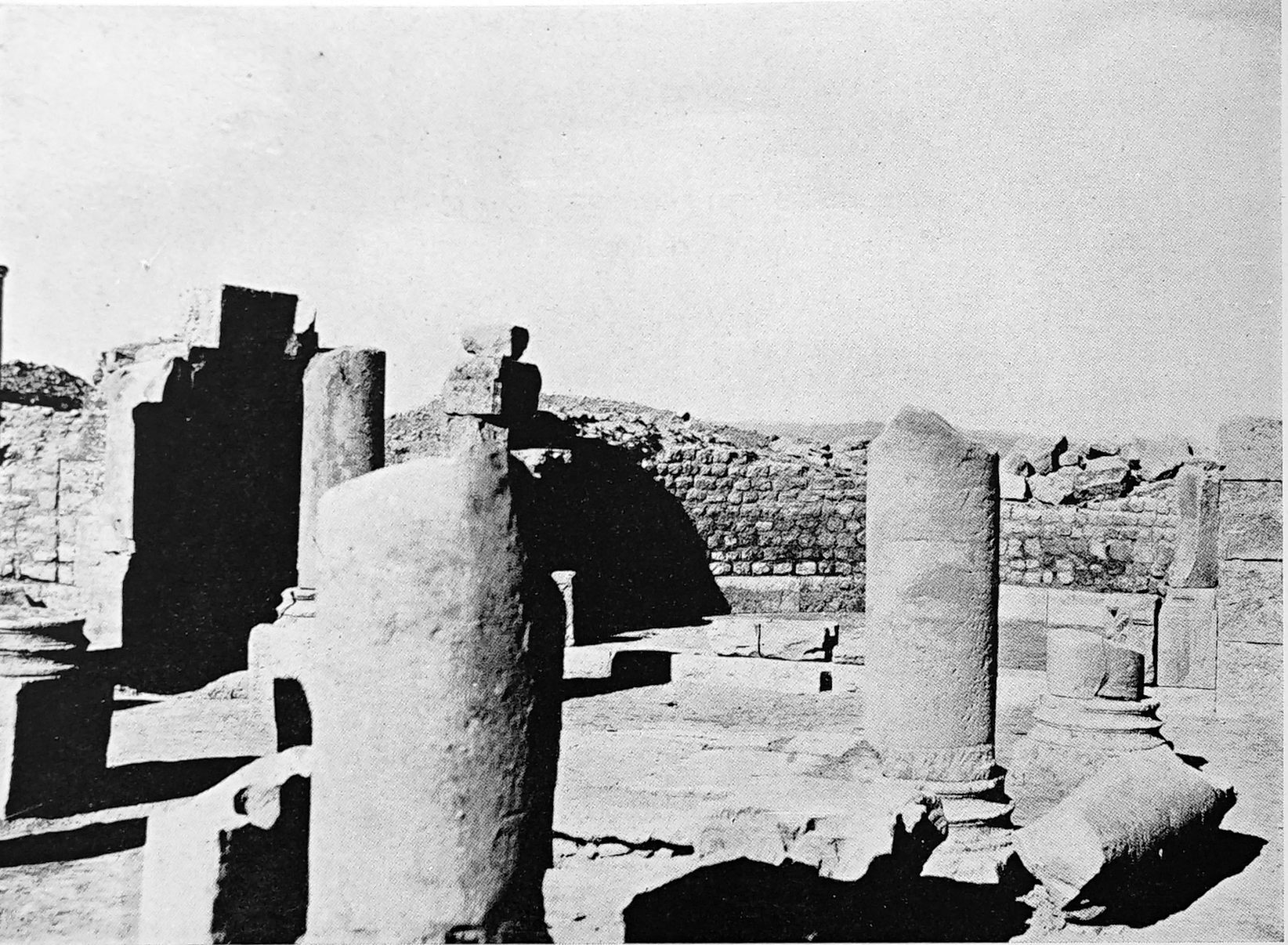
La Tébessa Khalia.
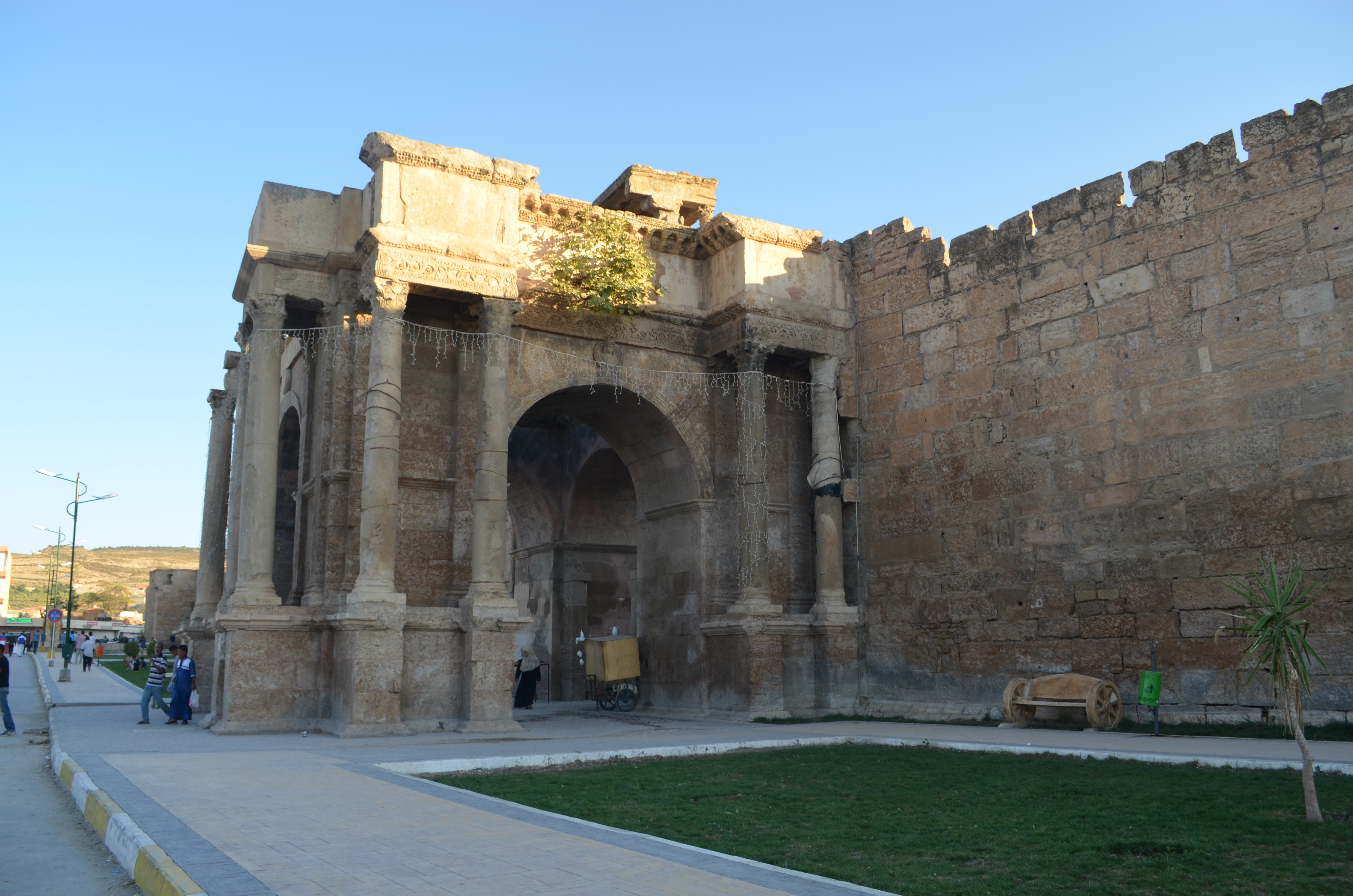
Arc de triomphe de Caracalla
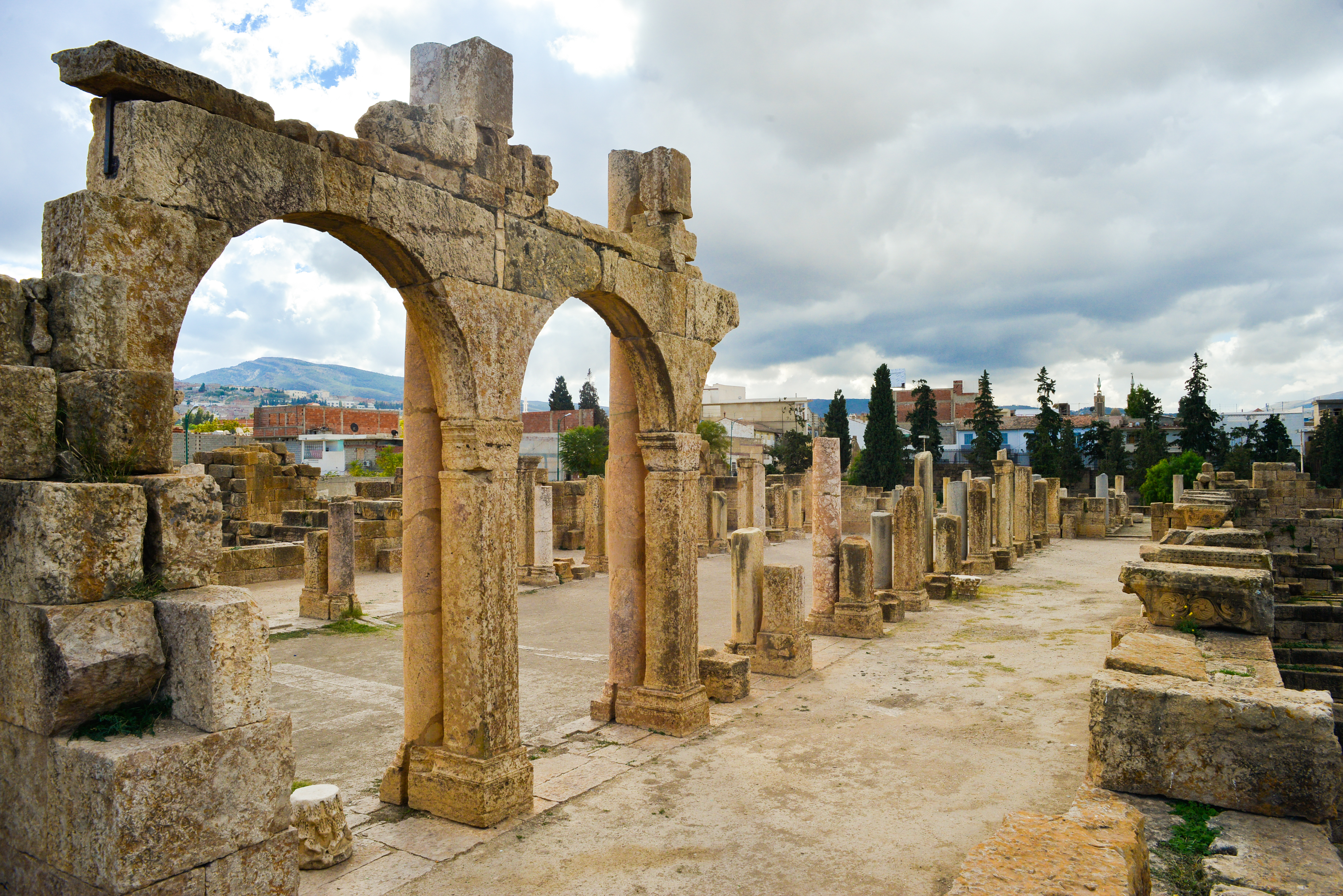
Basilique de Tébessa.
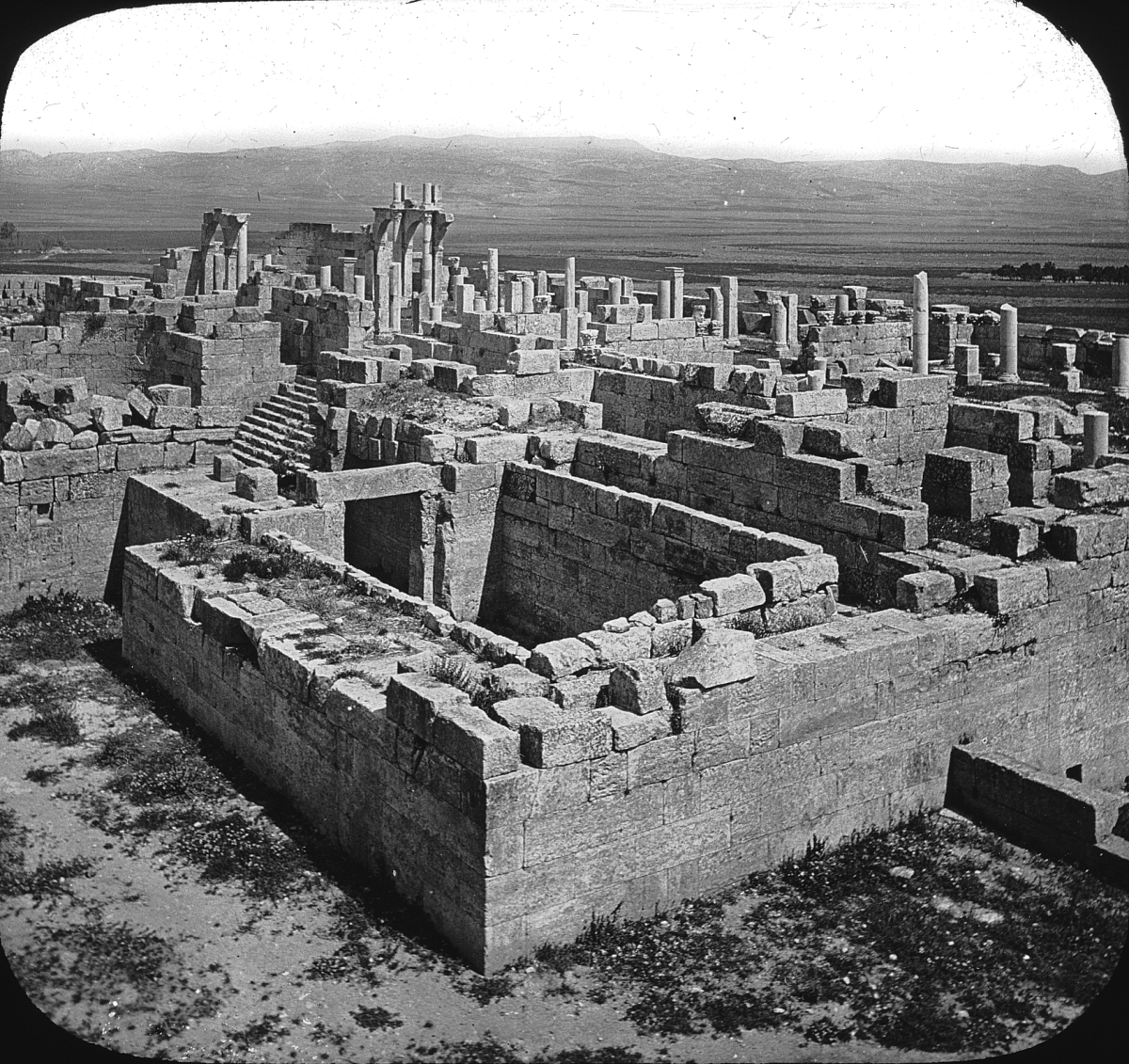
Le forum.
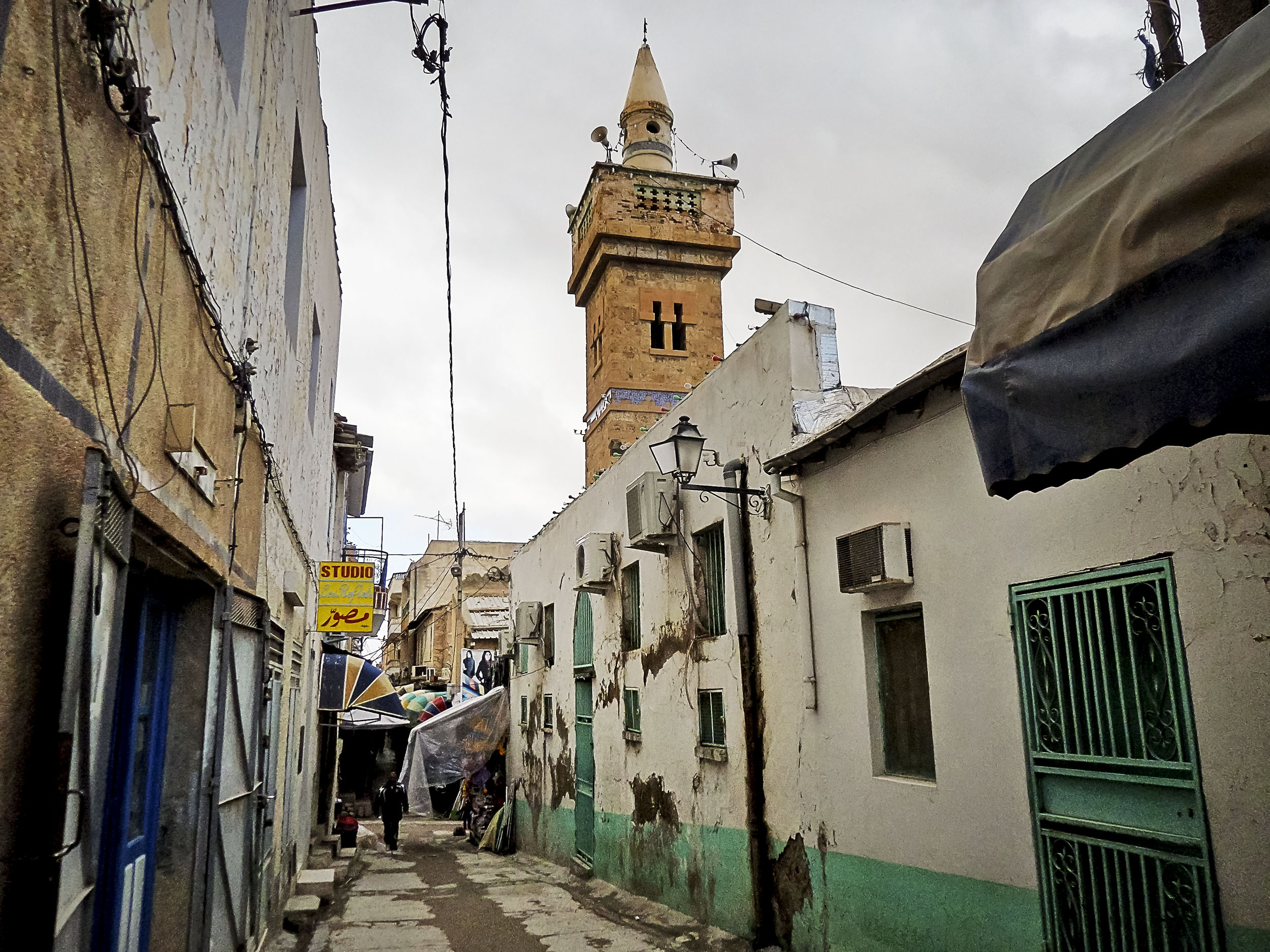
La mosquée El Atiq.

## Personnalités liées à la ville
- Maximilien de Theveste, (martyr) chrétien du IIIe siècle, y est né ;
- Larbi Tébessi (1891-1957), ancien président de l'Association des Oulémas musulmans algériens, réformiste et militant indépendantiste algérien ;
- Robert Merle (1908-2004), écrivain français, lauréat du prix Goncourt (Week-end à Zuydcoote (roman), Malevil), y est né ;
- Othman Saadi, homme politique et militant indépendantiste algérien, y est né en 1930 ;
- El Hadi Khediri, homme politique algérien, y est né en 1934 ;
- Ahmed Rachedi, cinéaste, y est né en 1938 ;
- Mokdad Sifi (1940-), ancien premier ministre algérien, y est né ;
- Mohamed Hardi, homme politique algérien, y est né en 1943 ;
- Nadir Larbaoui, homme politique algérien, y est né en 1949 ;
- Nacerdine Drid, footballeur international, y est né en 1957 ;
- Mounia Meslem, femme politique algérienne, y est née en 1957 ;
- Azzedine Aït Djoudi, entraîneur et conseiller technique de football, y est né en 1967 ;
- Bilal Smida, footballeur, y est né en 1981 ;

### Documents audiovisuels
- Diaporama monuments anciens et rues
- Tébessa d'autrefois 1940-1950, 6 min 30 s
- Reportage Beur TV sur Tébessa 2015 30 min 39 s